# Ernesto Vassallo
Ernesto Cataldo Vassallo (San Cataldo, 19 aprile 1875 – Roma, 6 maggio 1940) è stato un politico e giornalista italiano.
Deputato per quattro legislature, prima per il Partito Popolare Italiano, poi all'interno della Lista Nazionale, fu il primo podestà di Caltanissetta, carica che ricoprì dal 1927 al 1929.

## Biografia
Ernesto Cataldo Vassallo nacque a San Cataldo il 19 aprile 1875 da Luigi Vassallo (1842-1910) e da Maria Assunta Baglio (1844-1879). Conseguì la laurea in giurisprudenza presso l'Università di Roma. Durante l'età giolittiana mise da parte l'attività da avvocato e si dedicò al giornalismo, come inviato speciale di due giornali di destra, il Corriere d'Italia e L'Avvenire d'Italia. Durante la prima guerra mondiale si avvicinò alle posizioni di Luigi Sturzo e nel 1919 aderì al Partito Popolare Italiano che Sturzo aveva fondato in quell'anno.
Eletto deputato nel 1919 e riconfermato nel 1921, fu nominato sottosegretario degli Esteri nel primo governo Mussolini nell'ottobre 1922. Nell'aprile 1923, a seguito del 4º Congresso nazionale del Partito Popolare, entrò in contrasto con la linea del partito, contrario alla controversa legge Acerbo, e lasciò l'incarico da sottosegretario. La rottura definitiva con il Partito Popolare avvenne il 21 luglio successivo, in occasione dell'approvazione della legge Acerbo alla Camera, quando venne espulso dal partito insieme agli altri otto deputati popolari, facenti capo a Stefano Cavazzoni, che avevano votato a favore. Alle elezioni del 1924 si presentò all'interno della Lista Nazionale, risultando il primo eletto in Sicilia.
Il 23 gennaio 1927 divenne il primo podestà di Caltanissetta; il suo vice fu Giovanni Ajala, già sindaco dal 1916 al 1919. Tuttavia due anni dopo fu travolto da un'inchiesta sugli intrecci tra politica e mafia, nel periodo in cui il prefetto Cesare Mori era stato inviato in Sicilia per sradicare il fenomeno mafioso. Lo scandalo venne insabbiato, ma Vassallo venne costretto a dimettersi l'8 maggio 1929 per lasciare il posto al suo vice Giovanni Ajala.
Il 16 marzo 1933 venne nominato preside della provincia di Caltanissetta, carica che esercitò fino al 30 luglio 1934, poiché il 4 maggio precedente era stato nominato senatore a vita su proposta del prefetto di Caltanissetta.
Svolse l'incarico di commissario del consorzio per la costruzione della diga di Disueri e la bonifica della piana di Gela.
Morì a Roma il 6 maggio 1940, all'età di 65 anni.